# Hans Holbein mlajši
Hans Holbein mlajši (okoli 1497– med 7. oktobrom in 29. novembrom 1543) je bil nemški in švicarski slikar in grafik, ki je delal v slogu severne renesanse. Bil je eden največjih portretistov 16. stoletja. Ukvarjal se je tudi z verskim slikarstvom, pisal satire, širil ideje reformacije in pomembno prispeval k zgodovini oblikovanja knjige. Imenoval se je "mlajši", da bi se ločil od svojega očeta Hansa Holbeina starejšega, slikarja pozne gotike.
Rodil se je v Augsburgu, kot mlad umetnik pa delal predvsem v Baslu. Sprva je slikal freske in verska dela, oblikoval vitraje ter tiskane knjige. Prav tako je občasno slikal portrete. S portretom humanista  Erazma Rotterdamskega je postal mednarodno prepoznaven. Ko je reformacija dosegla Basel, je Holbein delal za reformiste, a še naprej tudi za tradicionalne verske pokrovitelje. Poznogotski slog je obogatil z umetniškimi smermi v Italiji, Franciji in na Nizozemskem, pa tudi z renesančnim humanizmom. Posledica je bila estetska izjemnost.
Holbein je leta 1526 potoval v Anglijo in z Erazmovim priporočilom iskal delo. Sprejeli so ga humanisti s  Thomasom Morom in med njimi je hitro postal zelo ugleden. Po vrnitvi v Basel za štiri leta je leta 1532 nadaljeval svojo kariero v Angliji. Tokrat je delal pod okriljem Anne Boleyn in Thomasa Cromwella. Leta 1535 je bil kraljevi slikar na dvoru kralja Henrika VIII. V tej vlogi je poleg portretov in  prazničnih dekoracij načrtoval nakit, plošče in druge dragocene predmete. Njegovi portreti kraljeve družine in plemičev so prikaz dvora tistega časa, ko je Henrik uveljavljal svojo prevlado nad angleško cerkvijo.
Holbeinova umetnost je bila cenjena od samega začetka njegove kariere. Francoski pesnik in reformator Nicholas Bourbon ga je imenoval "Apel našega časa", kar je značilna sodobna pohvala.  Holbein je bil opisan tudi kot nekaj posebnega v umetnostni zgodovini, saj ni ustanovil nobene šole.  Po njegovi smrti je bilo nekaj njegovih del izgubljenih, a so jih veliko zbrali. V 19. stoletju so Holbeina priznali tudi veliki mojstri portretov. Nedavne razstave so poudarile njegovo vsestranskost. S slikanja modelov z nakitom je prešel na veličastne freske. Holbeinova umetnost je bila včasih imenovana realizem, saj je risal in slikal z veliko natančnostjo. Njegovi portreti so bili v tistem času zelo znani. Prav zaradi njih še danes poznamo mnoge znane ljudi skozi Holbeinove oči, kot sta Erazem in More. Holbein ni bil nikdar zadovoljen samo z zunanjim videzom. Dodajal je prvine simbolike, namigovanja in paradoksa, kar je vedno privlačilo poznavalce. Po mnenju umetnostnega zgodovinarja Ellisa Waterhousa je njegovo portretiranje "nedosegljivo zaradi nezmotljivosti in varčnosti izraza, dojemanja značaja ter kombinacije bogastva in čistosti sloga". 

## Življenjepis

### Zgodnje obdobje
Holbein se je rodil v svobodnem cesarskem mestu Augsburg pozimi 1497–1498. Bil je sin slikarja in tehničnega risarja  Hansa Holbeina starejšega, ki je njega in starejšega brata Ambrozija uvedel v posel. Holbein starejši je veliko delal in vzdrževal delavnico v Augsburgu, včasih mu je pomagal njegov brat Sigmund, tudi slikar.
Leta 1515 sta se Hans in Ambrozij preselila kot pomočnika slikarjev v mesto Basel, ki je bil središče učenja in tiska. Bila sta vajenca Hansa Herbsterja, baselskega vodilnega slikarja. Delo sta našla kot oblikovalca lesorezov in graverja za tiskanje.  Leta 1515 ju je pridigar in teolog Oswald Myconius povabil, da dodata risbe s peresom na robu kopije slike Hvalnica norosti humanističnega učenjaka Erazma Rotterdamskega. Skice so zgodnji dokaz Holbeinove duhovitosti in humanističnega spoznanja. Njegova druga zgodnja dela, tudi dvojni portret župana Basla Jakoba Meyerja zum Hasna in njegove žene Doroteje, sledijo očetovemu slogu. 
Mladi Holbein je skupaj z bratom in očetom na levi tabelni sliki iz leta 1504 Holbeina starejšega na oltarnem triptihu v baziliki svetega Pavla, zdaj v Mestni galeriji v Augsburgu. 
Leta 1517 sta oče in sin začela projekt v Luzernu, slikanje notranjih in zunanjih fresk za trgovca Jakoba von Hertensteina . V Luzernu je Holbein zasnoval tudi risbe za vitraž. Iz podatkov o mestu z dne 10. decembra 1517 je razvidno, da je bil kaznovan s petimi livrami zaradi pretepa na ulici z zlatarjem Casparjem, ki je bil tudi kaznovan z istim zneskom. Tisto zimo je Holbein verjetno obiskal severno Italijo, čeprav ni zapisov o tem. Mnogi strokovnjaki menijo, da je študiral dela italijanskih mojstrov fresk, kot je Andrea Mantegna, pred vrnitvijo v Luzern. Naredil je dve tabelni sliki na Hertensteinovi hiši s kopijami Mantegnjevih del, tudi Cezarjev triumf.
Leta 1519 se je Holbein preselil nazaj v Basel. Njegovega brata ni več v evidencah, domnevajo, da je umrl. Holbein se je v mestu pridružil cehu slikarjev in vzel baselsko državljanstvo. Poročil se je z Elsbeth Schmid, nekaj let starejšo vdovo, ki je imela sina dojenčka, Franza, in utečeno strojarsko delavnico pokojnega moža. V prvem letu zakona se jima je rodil sin Filip.
V tem obdobju je v mesto prihajalo luteranstvo. Holbein je bil zelo plodovit. Lotil se je številnih večjih projektov, kot so zunanje freske za Plesno hišo in notranje freske za zbornico Mestnega sveta. Prve so znane s pripravljalnih risb. V zbornici se je ohranilo le nekaj fragmentov. Holbein je naredil tudi vrsto nabožnih slik in risb za vitražna okna.
Med revolucijo knjižnega oblikovanja je ilustriral za založnika Johanna Frobna. Njegovi lesorezi vključujejo tudi Ples smrti, Ikone (ilustracije iz Stare zaveze) in naslovno stran biblije Martina Lutra. Z lesorezom je Holbein izboljšal svoje razumevanje izraznih in prostorskih učinkov.
Naredil je tudi nekaj portretov, zanimiv je dvojni portret Jakoba in Doroteje Meyer in portret mladega akademika Bonifacija Amerbacha iz leta 1519. Po mnenju umetnostnega zgodovinarja Paula Ganza slednji kaže napredek v njegovem slogu, zlasti pri uporabi neukročenih barv. Za Meyerja je naslikal oltarno sliko Matere božje, ki je vključevala portrete donatorja, njegove žene in hčere. Leta 1523 je Holbein naslikal svoje prve portrete velikega renesančnega učenjaka Erazma, ki jih je poslal svojim prijateljem in občudovalcem po vsej Evropi. Z njimi je postal mednarodni umetnik. Holbein je leta 1524 obiskal Francijo, verjetno je iskal delo na dvoru Franca I. Ko se je leta 1526 odločil, da bo poiskal zaposlitev v Angliji, ga je Erazem priporočil svojemu prijatelju, državniku in učenjaku Thomasu Moru. "V tem delu sveta so zamrznili umetnost," je zapisal, "in je na poti v Anglijo, da najde nekaj angelov." 

### Anglija, 1526–1528
Holbein je prekinil svojo pot v Antwerpnu, kjer je kupil nekaj hrastovih plošč in srečal slikarja Quentina Massysa.  Sir Thomas More ga je povabil v Anglijo in mu zagotovil vrsto naročil. "Vaš slikar, moj najdražji Erazem," je zapisal, "je čudovit umetnik."   Holbein je naslikal znameniti portret Mora in še enega z njegovo družino. Skupinski portret, izvirnik, je znan le s pripravljalne skice in kopij. Umetnostni zgodovinar Andreas Beyer pravi, da je slika "uvod v zvrst, ki bi bila edina sprejeta v nizozemskem slikarstvu 17. stoletja". Ohranjenih je tudi sedem povezanih likovnih študij Morove družine.
Med prvim bivanjem v Angliji je Holbein delal predvsem za humaniste, povezane z Erazmom. Med njegovimi naročili je portret Williama Warhama, canterburyjskega nadškofa. Holbein je naslikal tudi bavarskega astronoma in matematika  Nicholasa Kratzerja, mentorja Morove družine. Čeprav Holbein med tem obiskom ni delal za kralja, je slikal portrete dvorjanov, kot so sir Henry Guildford in njegova žena lady Mary ter Anne Lovell, nedavno prepoznana Dama z veverico in škorcem. Maja 1527 je "mojster Hans" naslikal panoramo obleganja Thérouanna za obisk francoskega veleposlanika. S Kratzerjem je oblikoval strop s planetarnimi znaki, pod katerimi so obiskovalci večerjali. Kronist Edward Hall je opisal spektakel kot "celotno Zemljo, obkroženo z morjem, kot zemljevid". 

### Basel, 1528–1532
29. avgusta 1528 je Holbein kupil hišo v St. Johanns-Vorstadtu v Baslu. Verjetno se je vrnil domov, da bi ohranil državljanstvo, ki mu je dovoljevalo le dveletno odsotnost. Njegov uspeh v Angliji se je poznal tudi pri denarju in leta 1531 je kupil drugo hišo v mestu.
V tem obdobju je v Baslu naslikal Umetnikovo družino, ki prikazuje Elsbeth z dvema najstarejšima otrokoma, Filipom in Katarino. Vzbuja podobo Marije z detetom s svetim Janezom Krstnikom.  Za umetnostnega zgodovinarja Johna Rowlandsa je to delo "eno  najganljivejših portretov v umetnosti umetnika, ki je svoje portretirance vedno prikazoval nekoliko zadržano". 
Basel je med Holbeinovo odsotnostjo postal burno mesto. Reformatorji, spodbujeni z idejami Zwinglija, so bili privrženci ikonoklazma in so prepovedovali podobe v cerkvah. Aprila 1529 je svobodomiseln Erazem začutil, da mora zamenjati svoje nekdanje zatočišče za Freiburg im Breisgau. Zaradi ikonoklazma so bile verjetno uničene nekatere Holbeinove verske umetnine, vendar podrobnosti niso znane. Dokazi o verskih nazorih Holbeina so fragmentarni in sumljivi. "Verska stran njegovih slik je vedno nejasna," pravi umetnostni zgodovinar John North, "in tako je ostalo." Leta 1530 so oblasti poklicale Holbeina na zagovor, ker se ni udeležil prenovljene skupnosti. Kmalu zatem pa je bil naveden med tistimi, "ki nimajo resnih pripomb in želijo, da nadaljujejo svojo pot z drugimi kristjani". 
Holbein je očitno ohranil naklonjenost novega reda. Reformistični svet mu je plačal 50 goldinarjev in mu naročil, naj nadaljuje freske v senatu. Zdaj je izbral teme iz Stare zaveze namesto prejšnje zgodbe iz klasične zgodovine in alegorije. Holbeinove freske Roboama in srečanje med Savlom in Samuelom so bile zasnovane preprosteje kot predhodnice. Holbein je v tistem času delal za stare stranke. Njegov stari mecen Jakob Meyer mu je plačal za dodane figure in podrobnosti v družinskem oltarju, ki ga je naslikal leta 1526. Zadnje naročilo v tem obdobju leta 1531 je bila dekoracija dveh ur na mestnih vratih. Verjetno se je zaradi manj mecenstva v Baslu v začetku leta 1532 vrnil v Anglijo.

### Anglija, 1532–1540
Holbein se je vrnil v Anglijo, kjer se je politično in versko okolje radikalno spremenilo. Leta 1532 se je Henrik VII. pripravljal, da bo zavrnil Katarino Aragonsko in se kljub papeževemu nasprotovanju poročil z Anne Boleyn. Temu je nasprotoval tudi Holbeinov nekdanji gostitelj in mecen sir Thomas More, ki je maja 1532 odstopil kot lord kancler. Holbein se je verjetno odmaknil od Morovega humanističnega okolja in po Erazmu "prevaral tiste, ki jim ga je priporočil".  Umetnik je našel milost v novih krogih moči, družini Boleyn in Cromwellu. Cromwell je leta 1534 postal kraljevi tajnik, nadzoroval vse vidike vladanja, tudi umetnost. Leta 1535 je bil umorjen skupaj z Johnom Fisherjem, ki ga je Holbein tudi naslikal. 
Naročila v zgodnjem drugem angleškem obdobju so vključevala portrete luteranskih hanzeatskih trgovcev. Trgovci so živeli in trgovali v Steelyardu, kompleksu skladišč, pisarn in stanovanj na severnem bregu Temze. Holbein je najel hišo v Maiden Lane v bližini. Svoje stranke je upodobil v različnih slogih. Njegov portret Georga Gisza iz Gdanska prikazuje trgovca, obdanega s čudovito poslikanimi simboli njegove obrti. Portret Dericha Bercka iz Kölna na drugi strani  je klasično preprost, morda pod vplivom Tiziana. Za cehovsko dvorano Steelyard je Holbein naslikal dve veličastni alegoriji: Zmagoslavje bogastva in Zmagoslavje revščine, obe sta izgubljeni. Trgovci so naročili Holbeinu ulične table Mount Parnassus za kronanje Anne Boleyn na predvečer procesije 31. maja 1533.
Holbein je v tem času upodobil tudi različne dvorjane, posestnike in obiskovalce. Njegova najbolj znana in morda največja slika je Poslanika. V naravni velikosti prikazuje Jeana de Dintevillea, poslanika francoskega kralja Franca I. leta 1533, in škofa iz Lavaurja Georgesa de Selveja, ki je obiskal London istega leta. Delo vključuje simbole in paradokse, tudi popačeno lobanjo. Po mnenju znanstvenikov se ti skrivnostni simboli nanašajo na učenje, vero, umrljivost in iluzije, kar je značilno za severno renesanso. Umetnostna zgodovinarja Oskar Bätschmann in Pascal Griener menita, da se na sliki "znanost in umetnost, luksuzni predmeti in slava primerjajo z  veličino smrti".
Noben Holbeinov portret Anne Boleyn ni ohranjen, morda zaradi njene usmrtitve leta 1536 zaradi izdaje, incesta in prešuštva. Da je Holbein delal neposredno za Ano in njen krog, pa je jasno. Zasnoval je skodelico, vgravirano s sokolom, ki stoji na vrtnici, pa tudi nakit in knjige, povezane z njo. Skiciral je tudi več žensk v njeni družbi, tudi Jane Parker, Anino svakinjo. Hkrati je Holbein delal za Thomasa Cromwella, ko je bil vodilna osebnost Henrika VIII. pri uvajanju reformacije. Cromwell je naročil Holbeinu izdelavo reformističnih in rojalističnih slik, tudi protiklerikalne lesoreze in naslovno stran angleškega prevoda škofa Mylsa Coverdala v Svetem pismu. Henrik VIII. je začel uresničevati veličasten program umetniškega pokroviteljstva. Njegova prizadevanja za njegov novi položaj vrhovnega vodje cerkve so dosegla višek v kraljevski tudorski palači Nonsuch, ki so jo začeli graditi leta 1538. 
Od leta 1536 je bil Holbein zaposlen kot kraljev slikar z letno plačo 30 funtov, čeprav nikoli ni bil najbolje plačan umetnik. Kraljevi slikar Lucas Horenbout in drugi kontinentalni umetniki, ki so delali za kralja, so zaslužili več. Leta 1537 je Holbein naslikal morda svojo najbolj znano sliko: stoječega Henrika VIII. v junaški drži z razširjenimi nogami. Ostanek Holbeinove velike stenske poslikave v ohranjeni palači Whitehall kaže kralja v tej drži z očetom za njim. Sam mural, na katerem sta bili upodobljeni tudi Jane Seymour in Elizabeta Yorška, je bil uničen v požaru leta 1698. Znana je po gravurah in kopijah iz leta 1667, delo Remigiusa van Leemputa. Zgodnejši polovični portret prikazuje Henrika v podobni drži, vendar vsi portreti v naravni velikosti temeljijo na vzorcu iz Whitehalla. Lik Jane Seymour na muralu se nanaša na Holbeinove skice in slik.
Jane Seymour je umrla oktobra 1537, kmalu po rojstvu Henrikovega edinca, prihodnjega Edvarda VI. Približno po dveh letih  je Holbein naslikal portret princa, ki stiska žezlo kot zlato ropotuljo. Zadnji Henrikov portret iz leta 1543 so morda dokončali drugi in prikazuje kralja s skupino padarjev.
Holbeinov slog portretiranja se je spremenil, ko je začel službo pri Henriku. Bolj se je osredotočil na obraze in oblačila, predvsem je izpuščal rekvizite in tridimenzionalno okolje. Uporabljal je čisto obrtniško tehniko za miniaturne portrete, kot je na primer portret Jane Small, ter velike portrete, kot je Kristina Danska. Holbein je potoval s Filipom Hobyjem v Bruselj in skiciral Kristino leta 1538 za kralja, ki naj bi presojal mlado vdovo kot svojo nevesto. John Hutton, angleški poslanik v Bruslju, je imel njeno sliko drugega umetnika za "pretirano čustveno" v primerjavi s Holbeinovo. Po mnenju Wilsona je Holbeinov oljni portret "najlepša slika ženske, ki jo je kdaj videl, kar pomeni, da je eden najboljših ženskih portretov, ki je bil kdaj naslikan". Istega leta je Holbein spet v spremstvu diplomata Hobyja odšel v Francijo, da naslika Louise Guise in Anne Lorraine za Henrika VIII. Tudi ta portreta sestričen nista ohranjena. Holbein je obiskal Basel in oblast mu je odobrila pokojnino. Na poti nazaj v Anglijo je svojega sina Filipa kot vajenca pustil pri v Baslu rojenem zlatarju Jakobu Davidu v Parizu.
Holbein je poleti 1539 v Dürnu naslikal Ano Klevsko, Henrikovo morebitno ženo. Ko jo je Henrik videl v živo, je bil razočaran.

### Zadnja leta in smrt, 1540–1543
Holbein je spretno preživel propad svojih prvih dveh velikih pokroviteljev, Thomasa Mora in Anne Boleyn, vendar sta Cromwellovo nenadno prijetje in usmrtitev na podlagi izmišljenih obtožb krivoverstva in izdaje leta 1540 nedvomno škodovala njegovi karieri. Čeprav je Holbein obdržal svoj položaj kraljevega slikarja, je Cromwellova smrt pustila vrzel, ki je ni zapolnil noben drug pokrovitelj. Ironično je, da je Holbeinov portret Ane Klevske povzročil Cromwellov propad: kralj je bil besen nanj, ker je našel popolnoma neprivlačno ženo zanj, saj ni bilo dokazov, da je Holbein kriv za domnevno laskav Anin videz.
Poleg običajnih nalog je Holbein začel znova portretirati Steelyardove trgovce. Prav tako je naslikal nekaj svojih najboljših miniatur, tudi Henryja Brandona in Charlesa Brandona, sinova Henrika VIII., prijatelja Charlesa Brandona, 1. vojvodo iz Suffolka in njegovo četrto ženo Catherine Willoughby. Holbeinu je uspelo dobiti naročila med dvorjani, ki so se zdaj potegovali za oblast, zlasti pri Anthonyju Dennyju, ki je bil eden od dveh vodij, ki sta skrbela za spalnico. Sposodil si je denar pri njem in leta 1541 naredil njegov portret, čez dve leti pa je zanj oblikoval stoječo uro. Denny je leta 1542 postal zelo vpliven po odpovedi poroke Henrika s Catherine Howard. Kraljeva poroka z reformistko Catherine Parr, ki jo je Holbeinov brat naslikal leta 1541, je bila julija 1543.
Holbein je verjetno obiskal svojo ženo in otroke leta 1540, ko je njegovo dovoljenje za Basel poteklo. Iz tega obdobja ni njegovih del. Baselska oblast mu je plačo nakazala šest mesecev vnaprej. O Holbeinovem zakonu je veliko ugibanj. Razen enega kratkega obiska je Holbein živel ločeno od Elsbeth od leta 1532. Njegova oporoka razkriva, da je imel dva otroka v Angliji, a o njiju je znano samo to, da sta imela varuško. O Holbeinovi nezvestobi do Elsbeth ni podatkov. Nekateri menijo, da je bila Magdalena Offenburg, model za Darmstadtsko Madono in dva portreta, naslikana v Baslu, njegova  ljubica.  Drugi se s tem ne strinjajo.  Na enem od portretov je bila Lais Korintska, ljubica Apela, slavnega umetnika grške antike, po katerem so Holbeina imenovali v humanističnih krogih. Ne glede na vse je verjetno, da je Holbein vedno podpiral svojo ženo in otroke. Pri Elsbeth je umrl leta 1549.
Hans Holbein je umrl med 7. oktobrom in 29. novembrom 1543 v starosti 45 let. Karel van Mander je v začetku 17. stoletja navedel, da je umrl za kugo. Wilson je glede tega previden, saj so bili Holbeinovi prijatelji ob njegovi postelji. Peter Claussen meni, da je umrl zaradi okužbe.  Sebe je opisal kot "služabnika kraljevega veličanstva". Holbein je napisal svojo oporoko 7. oktobra na svojem domu v Aldgatu. Zlatar John Antwerpen in nekaj nemških sosedov jo je podpisalo kot priče. Morda se je Holbeinu mudilo, saj ni bilo zraven odvetnika. 29. novembra je John iz Antwerpna, bil je na številnih portretih, pravno razložil zadnje umetnikove želje. Verjetno je poravnal dolgove, poskrbel za njegova otroka, prodal in razpršil njegova dela, veliko skic in predhodnih risb, ki so ohranjene. Ne ve se, kje je  Holbeinov grob. 

## Umetnost

### Vplivi
Sprva je nanj vplival oče. Hans Holbein starejši, izurjen verski umetnik in portretist, je svoje znanje tehnike verskega umetnika in portretista prenesel na svojega sina. Mladi Holbein se je naučil svoje obrti v očetovi delavnici v Augsburgu, mestu z uspešno trgovino s knjigami, v katerem sta cvetela lesorez in graviranje. [107] Augsburg je bil tudi eno glavnih "vstopnih mest" za ideje italijanske renesanse v Nemčijo. Ko je Holbein začel svojo vajeniško pot pri Hansu Herbsterju v Baslu, je bil že močno v poznem gotskem slogu s svojim brezmejnim realizmom in poudarkom na liniji, ki ga je spremljal vse njegovo življenje. V Baslu je imel srečo s humanističnimi pokrovitelji, ki so s svojimi idejami pomagali oblikovati njegovo vizijo  zrelega umetnika.  
V svojih švicarskih letih, ko je že obiskal Italijo, je Holbein v svoje stilistično besedišče dodal italijanski element. Strokovnjaki so opozorili na vpliv tehnike sfumato (dimljen) Leonarda da Vincija na njegovo delo, na primer pri slikah Venera in Amor in Lais Korintska. Od Italijanov se je Holbein naučil umetnosti perspektive in uporabe antičnih motivov in arhitekturnih oblik. Pri tem je bil pod vplivom Andree Mantegne. Dekorativne podrobnosti v poznih portretih manjkajo, čeprav natančnost ostaja. Kljub sprejemanju italijanske tehnike in reformacijske teologije je Holbeinova umetnost v marsičem razširila gotsko tradicijo. Njegov portretni slog je na primer ostal ločen od bolj čutne tehnike Tiziana in manierizma Williama Scrotsa, Holbeinovega naslednika kot kraljevega slikarja. Holbeinovi portreti, zlasti njegove risbe, so imeli več skupnega s portreti Jeana Cloueta, ki jih je lahko videl med svojim obiskom v Franciji leta 1524. Sprejel je njegovo metodo risanja z barvnimi kredami na golo zemljo, pa tudi njegovo skrb nad predhodnimi portreti. Ko je bil drugič v Angliji, se je naučil tehnike iluminacije Lucasa Horenbouta. V svojih zadnjih letih je dvignil umetnost miniaturnih portretov na najvišjo mogočo raven. 

### Verska dela
Holbein je sledil augsburškim umetnikom kot njegov oče in Hans Burgkmair, ki so se preživljali v glavnem z verskimi naročili. Kljub zahtevam za prenovo je bila cerkev v poznem 15. stoletju srednjeveška. Ohranila je zvestobo Rimu in zaupanje v vero, kot so romanje, čaščenje relikvij in molitev za mrtve duše. Holbeinova zgodnja dela kažejo prav to. Gibanje za reformacijo, ki sta ga začela humanista Erazem Rotterdamski in Thomas More, pa je spremenilo verska stališča. Basel, v katerem so bila objavljena velika dela  Martina Lutra, je postal glavno središče reformacijskih idej.
Postopen premik od tradicionalne do prenovljene vere je viden tudi v Holbeinovem delu. Njegovo Telo mrtvega Kristusa v grobu (1522) izraža stališče humanističnega Kristusa v sozvočju z reformističnim vzdušjem v Baslu v tistem času. Mrtvaški ples (Danse Macabre) (1523–1526) je poznosrednjeveška alegorija kot reformistična satira. To je serija Holbeinovih lesorezov, ki prikazuje  Smrt v mnogih preoblekah, soočeno s posamezniki iz vseh družbenih slojev. Nihče ne uide smrti, tudi pobožni ne. 
Poleg Mrtvaškega plesa je Holbein končal Ikone (Icones) ali Serijo starega evangelija (vsebuje deli: Podobe zgodb starega evangelija in Portrete ali tiskane plošče zgodb starega evangelija). Ta dela je uredil skupaj z Melchiorjem in Gasparjem Trechselom okoli 1526, nato sta jih natisnila in izdala v latinščini Jean in Francois Frellon z 92 lesorezi. Ti dve deli sta tudi zajeti v prvih štirih likih  Mrtvaškega plesa.
Zdi se, da sta brata Trechsel sprva hotela za ilustracijo biblije najeti Holbeina. V bistvu se nekatere lesorezi iz Ikon pojavljajo v zadnjem času odkriti Biblii cum Glossis Michela De Villeneuvea (Michael Servetus). Holbeinovi lesorezi se pojavljajo v številnih drugih delih Servetusa: v njegovem španskem prevodu Podob zgodb starega evangelija, ki ga je natisnil Juan Stelsio v Antwerpnu leta 1540 (92 lesorezov), in tudi v njegovi španski različici povezanega dela Portreti ali tiskarske plošče zgodb starega evangelija, ki sta ga izdala Francois in Jean Frellon 1542 (92 istih lesorezov in še dva dodana), kot je bilo prikazano na Mednarodnem združenju za zgodovino medicine, na katerem je strokovni raziskovalec Servetusa González Echeverría dokazal tudi obstoj drugega dela Holbeina in De Villeneuvea Biblia cum Glossis ali Izgubljeno Sveto pismo. 
Holbein je med letoma 1520 in 1526 naslikal več velikih verskih del, tudi Oberriedski oltar, Solothurnsko Marijo in Pasijon. Šele ko so se baselski reformatorji obrnili k ikonoklazmu, je bil v poznejših 1520-ih za svojo svobodo in dohodek kaznovan kot verski umetnik. 
Holbein se je še naprej ukvarjal z versko umetnostjo, vendar v veliko manjšem obsegu. V Angliji je oblikoval satirične verske lesoreze. Njegova majhna slika zasebne pobožnosti Noli me Tangere je bila sprejeta kot izraz njegove osebne vere. Prikazuje trenutek, ko vstali Kristus pove Mariji Magdaleni, naj se ga ne dotika. Holbein je spoštoval podrobnosti biblijske zgodbe. Pisec dnevnika iz 17. stoletja, John Evelyn, je zapisal, da "ni še nikoli videl toliko spoštovanja in nebeškega začudenja izraženega v sliki". 
Holbein je bil opisan kot "vrhovni predstavnik nemške reformacijske umetnosti". Reformacija je bila raznovrstno gibanje, vendar pa je bil njen položaj pogosto dvoumen. Kljub zvezam z Erazmom in Morom je podpiral Martina Lutra, ki je bil za vrnitev Svetega pisma in strmoglavljenje papeža. V njegovih lesorezih Kristus kot luč sveta in Prodajanje odpustkov Holbein ponazarja Lutrove napade na Rim. Ob istem času je nadaljeval delo za Erazma in znane tradicionaliste. Po vrnitvi iz Anglije v reformirani Basel leta 1528 je nadaljeval delo Marija za Jakoba Mayerja in  freske za zbornico hiše Mestnega sveta. Marija je ikona tradicionalne pobožnosti, medtem ko freske iz Stare zaveze prikazujejo reformni program.
Holbein se je vrnil v Anglijo leta 1532, ko je bil tam Thomas Cromwell, ki je preoblikoval verske ustanove. Kmalu je postal propagandni stroj, ki ustvarja slike v podporo kraljeve oblasti.  Ob razpustitvi samostanov je izdelal serijo manjših lesorezov, na katerih so bili svetopisemski negativci oblečeni kot menihi. Njegova reformistična slika Stari in novi zakon je opredelila Staro zavezo za "staro vero". Znanstveniki so odkrili subtilne verske primere v portretih. Na sliki Poslanika so na primer podrobnosti, kot je hvalnica luteranske himne in razpelo za zaveso, ki namigujeta na francosko poslanstvo.  Holbein je naslikal nekaj verskih slik tudi v zadnjem obdobju svoje kariere. Osredotočen je bil na posvetno oblikovanje dekorativnih predmetov in nepomembne portrete. 

### Portreti
Pri Holbeinu se je "vse začelo z risanjem". Nadarjen kot je bil, je bil dedič nemške tradicije risanja in natančne priprave oblikovanja. Holbeinovi portreti, narejeni s kredo in črnilom, dokazujejo njegovo mojstrstvo. Vedno je najprej naredil pripravljalne portrete svojih portretirancev, saj so ohranjene mnoge risbe, za katere je znano, da bi jih tudi naslikal. Ko je živel v Baslu, je naredil sorazmerno malo portretov. Med njimi so bile njegove študije Jakoba in Doroteje Meyer (1516), skice, mnogi očetovi portreti s srebrenko in kredo.
Holbein je naslikal večino svojih portretov v obeh obdobjih v Angliji. V prvem, med 1526 in 1528, je za svoje predhodne študije uporabil tehniko Jeansa Cloueta, na papir je nanašal osnovno barvo s črno in barvno kredo. V drugem, od 1532 do smrti, je risal na manjše liste rožnatega papirja s peresom in črnilom na kredo. Sodeč po triurnem sedenju Kristine Danske, je Holbein take študije portretov lahko izdelal hitro. Nekateri strokovnjaki menijo, da je uporabil mehansko napravo, ki naj bi pomagala slediti obrisom obrazov njegovih portretirancev. Holbein je na svojih poznejših risbah posvečal manj pozornosti tonom obraza z manj ali bolj poudarjenimi potezami, vendar tega ni izpopolnil. Njegovo razumevanje prostorskih razmerij zagotavlja, da vsak portret izraža prisotnost modela.
Holbeinovi portreti so vedno temeljili na risbi. Za vsak portret je pripravil študijo, tabelno sliko, s pomočjo geometrijskih instrumentov. Nato je izdelal površino s tempero in oljem do najmanjših podrobnosti, do vsakega šiva ali gube kostuma. Po mnenju umetnostnega zgodovinarja Paula Ganza je  "globoko glazuro in emajlu podoben lesk barvanja dosegel s pomočjo kovinske, visoko polirane podlage z voščenko, naredil nekaj popravkov in tako je predhodna skica ostala vidna skozi tanek sloj barve".
Rezultat je bil odličen portretni slog, v katerem so modeli s Foisterjevimi besedami "prepoznavni posamezniki in celo sodobno navidezni" ljudje, oblečeni v natančno izdelanih oblačilih, kar je bil neprekosljiv vir za zgodovino tudorskih oblačil.  Holbeinove humanistične stranke so individualnost zelo cenile. 
Razlagalci različno tolmačijo njegovo natančnost in objektivnost kot portretista. Za nekatere sta izraz duhovne globine njegovih portretirancev, drugi to imenujejo žalujoče, ravnodušno ali celo prazno.
Do poznih 1530-ih je Holbein svoje modele pogosto postavil v tridimenzionalno okolje. Včasih je vključil klasične in biblijske prvine in napise, pa tudi draperijo, arhitekturo in simbolne predmete. Taki portreti dokazujejo virtuoznost in pristojnost namigovanja in metafore, pa tudi namig na zasebni svet modelov. Njegov portret sira Briana Tuka (1532) na primer namiguje na slabo zdravje in ga primerja s trpljenjem Joba. Strokovnjaka Bätschmann in Griener pravita, da je upodobitev Petih Kristusovih ran z napisom "INRI" na Tukovem križu "namenjena  zaščiti lastnika pred slabim zdravjem". Holbein prikazuje trgovca Georga Giszeja med simboli znanosti in bogastva, ki povezujejo modelovo osebno ikonografijo. Nekateri drugi Holbeinovi portreti trgovcev iz Steelyarda, na primer Derich Born, pa so osredotočeni na naturalizem obraza. Enostavnejši slog je značilen za Holbeinovo zadnje obdobje njegove kariere. 
Študij Holbeinovih poznejših portretov je zapleten zaradi številnih kopij in del, ki so mu pripisana. Znanstveniki zdaj poskušajo razlikovati pravega Holbeina od drugih s prefinjenostjo in kakovostjo dela. Značilnost Holbeinove umetnosti je iskanje in prizadevanje za popolnost, ki sta vidni v spremembah njegovih portretov. 

### Miniature
V zadnjem desetletju je Holbein naslikal številne miniature; majhne portrete, ki so jih nosili kot neke vrste dragulj. Njegova miniaturna tehnika izhaja iz srednjeveške umetnosti iluminiranih rokopisov. Njegova mala plošča portreta Henrika VIII. prikazuje prodiranje plošče v miniaturno sliko. Holbeinove velike slike so vedno vsebovale miniaturno natančnost. To spretnost je prilagodil v manjši obliki in nekako ohranil monumentalni učinek. Okoli 12 ohranjenih miniatur razkriva njegovo mojstrstvo "iluminacije", kot je imenoval tehniko. Njegov miniaturni portret Jane Small na bogato modri podlagi z jasnimi obrisi in brez senčenja je mojstrovina te zvrsti.

### Oblikovanje
Ves čas je Holbein oblikoval velika dekorativna dela, kot so freske, in manjše predmete, tudi tabelne slike in nakit. V mnogih primerih so njegovi modeli ali njihove kopije edini dokaz za tako ustvarjanje. Ko je njegova kariera napredovala, je svojemu gotskemu izrazu dodajal italijanske renesančne motive.
Veliko zapletenih oblik je izdelal kot jedkanico na oblekah iz greenwiškega oklepa, tudi turnirske pasove kralja Henrika. Njegov slog je vplival na enkratno obliko angleškega oklepa še skoraj pol stoletja po njegovi smrti.
Holbeinov načrt za del dinastične tudorske stenske poslikave v Whitehallu razkriva, kako je pripravljal veliko fresko. Narejena je bila iz 25 kosov papirja, vsaka slika je bila izrezana in prilepljena na ozadje. Veliko oblik za slike na steklo, kovino, nakit in orožje je ohranjeno. Vse to dokazuje natančnost in fluidnost njegovega tehničnega risanja. Po mnenju umetnostne zgodovinarke Susan Foister so "lastnosti animiranih dekorativnih oblik ali posameznih motivov, kot so njegov priljubljeni kačasti povodni mož in ženska ali večje oblike skodelic, okvirji in fontane, iskrive že na papirju, še preden jih preoblikuje v plemenite kovine in kamen". 
Pri oblikovanju je najprej naredil skico predhodne ideje in nato pripravil poznejše različice, ki so bile vedno natančnejše. Njegov končni osnutek je bil predstavitev različice. Pogosto je uporabljal tradicionalne vzorce za okrasne podrobnosti, kot so listje in veje. Pri oblikovanju dragocenih predmetov je tesno sodeloval z obrtniki, na primer zlatarji. Njegovo oblikovalsko delo, pravi umetnostni zgodovinar John North, "mu je dalo neprimerljiv občutek za teksture materiala vseh vrst in navado, ki se je nanašala na fizične dodatke obraza in osebnosti pri njegovem portretiranju". Čeprav je malo znano o Holbeinovi delavnici, nekateri predpostavljajo, da so bile njegove risbe tudi vir za njegove pomočnike.

## Zapuščina in ugled
Holbein nekaj slave dolguje tudi svojim modelom. Več njegovih portretov je postalo kulturnih ikon. Ustvaril je standardno podobo Henrika VIII. Na slikah je Henrik kot ikona junak, je pa tudi subtilno izražena tiranija njegovega značaja. Portreti drugih zgodovinskih osebnosti, kot so Erazem Rotterdamski, Thomas More in Thomas Cromwell, so določili njihove podobe zanamcem. To velja tudi za zbirko angleških gospodov in dam, katerih videz je pogosto znan le po njihovih slikah. Zato John North imenuje Holbeina "snemalec tudorske zgodovine". V Nemčiji Holbein velja za umetnika reformacije in v Evropi humanizma. 
V Baslu sta Holbeinovo zapuščino zavarovala njegov prijatelj Amerbach in njegov sin Basilius, ki je zbral njegovo delo. Amerbach-Kabinett je bil  pozneje jedro Holbeinove zbirke v Umetnostnem muzeju v Baslu. Čeprav je bila Holbeinova umetnost cenjena tudi v Angliji, ga omenja le nekaj angleških dokumentov 16. stoletja. Nadškof Matthew Parker (1504–1575) je ugotovil, da so njegovi portreti "opisni in izražajo podobnost z življenjem". Ob koncu 16. stoletja je miniaturni portretist Nicholas Hilliard v svoji razpravi Arte of Limning omenjal svoj dolg do Holbeina: "Holbeinov način sem vedno posnemal in ga imam za najboljšega." Holbeinov življenjepis je napisal šele Karel van Mander leta 1604. 

## Druga literatura
- Hervey, Mary F.S. Holbein's "Ambassadors": The Picture and the Men. An Historical Study. London, George Bell & Sons, 1900.
- O'Neill, J. The Renaissance in the North New York, The Metropolitan Museum of Art, 1987.